# Schott (Messbuch)

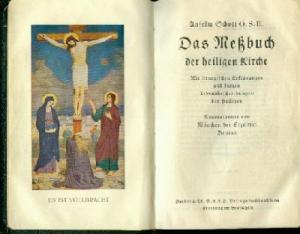
Der Schott, Ausgabe 1952, mit Andachtsbildchen auf dem Vorsatzblatt: Kreuzigung von Gabriel Wüger

Unter dem Titel Das Meßbuch der heiligen Kirche gab der Beuroner Benediktiner Anselm Schott 1884 im Verlag Herder (Freiburg im Breisgau) die hauptsächlichen Texte des Messbuches der römisch-katholischen Kirche (Missale Romanum) in einer verkleinerten Form mit eigenen, inoffiziellen deutschen Übersetzungen der lateinischen Texte und Erklärungen zur Liturgie des Kirchenjahres heraus. Es sollte den Laien eine bewusstere Mitfeier der Heiligen Messe und des Kirchenjahres ermöglichen.
Der Schott, wie das Buch bald genannt wurde, erlebte zahlreiche Auflagen unter dem Titel Das vollständige Römische Meßbuch, lateinisch und deutsch, mit allgemeinen und besonderen Einführungen im Anschluß an das Meßbuch von Anselm Schott O.S.B. herausgegeben von Mönchen der Erzabtei Beuron und erschien als Volltext oder in Teilausgaben, angepasst an verschiedene Altersstufen und Benutzergruppen. Sehr verbreitet war der Volks-Schott, der die Messtexte für die Sonn- und Feiertage des Kirchenjahres enthielt. Die letzte Auflage am Übergang zur vom Zweiten Vatikanischen Konzil reformierten Liturgie erschien 1966 im Herder-Verlag in Freiburg.
Seit der Liturgiereform nach dem Zweiten Vatikanischen Konzil hat sich die Situation für die Herausgabe von Volksmessbüchern dahingehend geändert, dass auch die Landessprachen als offizielle liturgische Sprache anerkannt wurden. Deutsche liturgische Texte sind daher nicht mehr einfach nur Übersetzungen, die nur dem Verständnis des lateinischen Originals dienen sollen, vielmehr gelten die Texte des deutschen Messbuchs (1975) selbst als kirchenamtliche Texte. Die Herausgeber des Schott verzichten daher seither auf eigene Übersetzungen, sondern geben die liturgischen Texte (Orationen, Antiphonen, Präfationen etc.) getreu der deutschen Ausgabe des Messbuchs wieder. Ebenso sind die Lesungstexte nach dem deutschen Messlektionar wiedergegeben, das auf der Einheitsübersetzung der Bibel beruht. Eigentexte der Herausgeber sind neben der allgemeinen Einführung nur noch die tagesindividuellen Einführungen zu den Gottesdiensten und Lesungen, die durch Kursivdruck gekennzeichnet sind. Auch kurze Impulsmeditationstexte „für den Tag und die Woche“ sind Beigaben des Schott, und nicht Bestandteil des Messbuchs.
Die erste Ausgabe des Schott für die Sonn- und Festtage nach der Liturgiereform bestand aus einem gemeinsamen Band für die Lesejahre A, B und C, entsprechend dem eingeführten Dreijahreszyklus für Sonntage (Lesejahr A mit Schwerpunkt auf dem Evangelisten Matthäus, Lesejahr B auf dem Evangelisten Markus und Lesejahr C auf dem Evangelisten Lukas). Da dieser Band als zu unhandlich empfunden wurde, entschlossen sich Herausgeber und Verlag bei den Neuausgaben, die durch die Approbation der Endfassung der Einheitsübersetzung nach 1980 notwendig wurden, zu einer anderen Lösung, und geben den Sonntags-Schott seither in drei Einzelbänden je Lesejahr heraus. In der Folge der Revision der Einheitsübersetzung erschienen ab 2018 Neuausgaben des Lektionars, die sich auch in entsprechenden Neubearbeitungen des Schott-Messbuchs widerspiegeln.
Ferner erschienen zwei Bände für die Werktage sowie ein Band für die Messen zu verschiedenen Anlässen. Diese Bände sind derzeit (Stand 2022) ab Verlag vergriffen.
Die beiden Werktagsbände sind unterteilt in einen Band vom Advent bis zum Ende der 13. Woche im Jahreskreis und einen zweiten Band für die Zeit ab der 14. Woche im Jahreskreis bis zum Ende des Kirchenjahres. Diese Bände (Schott-Messbuch für die Wochentage. Teil I/II) enthalten neben den Festen und Gedenktagen der Heiligen auch die Texte beider Lesejahre (Lesejahr I und II) für die Tage im Jahreskreis.
Der Band für die verschiedenen Anlässe umfasst die Messformulare für die Sakramentenspendung, Messen für besondere Anlässe und die sogenannten Votivmessen. Einen besonderen Teil bilden die Messen zum Gedächtnis der Verstorbenen.
Die Erzabtei Beuron stellt den Schott auch online zur Verfügung.

## Ausgaben
- Das Meßbuch der heiligen Kirche lateinisch und deutsch mit liturgischen Erklärungen für die Laien bearbeitet von Anselm Schott OSB. 3., verm. Aufl., Verlag Herder, Freiburg im Breisgau 1892 (XXXI, 760, 229 Seiten).